# A' Katīgoria (calcio)
La A' Katīgoria (in greco Πρωτάθλημα Α' Κατηγορίας, Protáthlīma A' Katīgorias), ufficialmente denominato Cyprus League by Stoiximan per ragioni di sponsorizzazione, è la massima divisione del campionato cipriota di calcio ed è composta da quattordici squadre. La squadra più titolata è l'APOEL.
Si disputa dalla stagione calcistica 1934-1935. Dal 1962, anno in cui la Federcalcio cipriota si iscrisse all'UEFA, le prime classificate nel campionato di prima serie partecipano alle competizioni europee.

## Storia
Il primo campionato ufficiale viene disputato nel 1934-1935 (altri ne erano stati disputati in precedenza, ma in maniera non ufficiale): un girone all'italiana di otto squadre vinto dal Trast. In generale, pur rimanendo invariata la formula del girone, il numero delle squadre varia per diversi campionati, anche con un minimo di cinque squadre. A cavallo della Seconda guerra mondiale inizia invece un ciclo di vittorie dell'APOEL. A causa di vari problemi il campionato 1958-1959 non è stato disputato, mentre quello del 1963-1964 è stato sospeso.
Dalla stagione 1966-1967 fino al 1972-1973 i campioni ciprioti disputano la stagione successiva nel campionato greco: in caso di salvezza i ciprioti potevano continuare a giocare in Grecia, in caso di retrocessione tornavano a giocare nel campionato di Cipro. Tutte le squadre cipriote sono state immediatamente retrocesse, e sono quindi tornate a giocare in patria dopo una sola stagione, ad eccezione dell'APOEL. Questa squadra però, pur riuscendo a salvasi al termine della stagione 1973-1974, rinuncia a disputare il successivo campionato greco a causa dell'invasione turca di Cipro, e partecipa al campionato nazionale in maniera però non ufficiale.
Gli anni settanta e ottanta sono stati dominati dall'Omonia, che raramente si lascia sfuggire il titolo. Intanto si arriva ai giorni nostri: a partire dal campionato 2007-2008 il campionato cambia denominazione in Marfin Laiki League e anche formato, e il titolo viene assegnato in due fasi distinte.

## Formula
Le quattordici squadre partecipanti disputano il campionato secondo il classico sistema del girone all'italiana di andata e ritorno, per un totale di ventisei giornate. Alla fine di questa fase, le squadre vengono suddivise in due raggruppamenti da sei e otto squadre. I gironi si svolgono con partite di andata e ritorno, per un totale di dieci e quattordici giornate. Il primo raggruppamento, con le prime sei classificate della prima fase, stabilisce la vincitrice del titolo e le qualificazioni alle coppe europee; il secondo raggruppamento, con le squadre piazzate dal settimo al quattordicesimo posto, stabilisce le tre retrocessioni.
La vincitrice del campionato si qualifica per il secondo turno preliminare di Champions League, mentre la seconda e la terza classificate hanno accesso al secondo turno preliminare di Conference League, insieme alla vincitrice della Coppa di Cipro. Se la vincitrice della coppa nazionale è anche prima classificata in campionato un posto in Conference League spetta alla quarta classificata in campionato. 
Alla fine della stagione le ultime tre classificate sono rimpiazzate dalle prime tre classificate nel campionato di seconda divisione.

## Le squadre
Note:
- Non è conteggiata la stagione 1963-1964, in cui il campionato fu sospeso.
- Il totale del Çetinkaya è di 12 stagioni perché sono comprese le annate con il nome di Lefkosa Turk Spor Kulubu.
- Il totale dell'APEP Pitsilia comprende le stagioni con il nome di APEP Limassol.

Sono 46 le squadre ad aver preso parte alle 87 stagioni della Divisione A (Cipro) dal 1935-1936 al 2025-2026 (in grassetto):
- 85 volte:  AEL Limassol,  APOEL
- 80 volte:  Anorthōsis
- 72 volte:  Olympiakos Nicosia
- 70 volte:  Omonia
- 67 volte:  Apollōn Limassol
- 62 volte:  Nea Salamis
- 58 volte:  Arīs Limassol
- 52 volte:  EN Paralimni
- 50 volte:  EPA Larnaca
- 49 volte:  Pezoporikos Larnaca
- 43 volte:  Alkī Larnaca
- 37 volte:  Ethnikos Achnas
- 31 volte:  AEK Larnaca
- 20 volte:  Doxa Katōkopias
- 19 volte:  APOP Paphou
- 18 volte:  Çetinkaya Türk,  Evagoras Paphou
- 15 volte:  Digenīs Morphou,  Omonia Aradippou
- 14 volte:  Ermīs Aradippou
- 11 volte:  AYMA Nicosia
- 10 volte:  AEP Paphos,  Pafos
- 8 volte:  ASIL Lysī
- 7 volte:  Anagennīsī Deryneia,  APEP Pitsilia
- 5 volte:  APOP Kinyras
- 4 volte:  Agia Napa,  Karmiōtissa,  Keravnos Strovolos,  Orpheas Nicosia,  Trast
- 3 volte:  Ethnikos Assia
- 2 volte:  AEZ Zakakiou,  Akritas Chlōrakas,  Alkī Oroklini,  Chalkanoras Idaliou,  Othellos Athīainou
- 1 volta:  AEK Koukliōn,  Atromītos Geroskīpou,  EN ThOΪ Lakatamia,  Krasava,  Omonia 29is Maiou,  Onīsilos Sōtīra,  PAEEK Kerynias

## Albo d'oro

### Divisione A
- 1934-1935:  Trast (1)
- 1935-1936:  APOEL (1)
- 1936-1937:  APOEL (2)
- 1937-1938:  APOEL (3)
- 1938-1939:  APOEL (4)
- 1939-1940:  APOEL (5)
- 1940-1941:  AEL Limassol (1)
- 1941-1944: non disputato
- 1944-1945:  EPA Larnaca (1)
- 1945-1946:  EPA Larnaca (2)
- 1946-1947:  APOEL (6)
- 1947-1948:  APOEL (7)
- 1948-1949:  APOEL (8)
- 1949-1950:  Anorthōsis (1)
- 1950-1951:  Çetinkaya Türk (1)
- 1951-1952:  APOEL (9)
- 1952-1953:  AEL Limassol (2)
- 1953-1954:  Pezoporikos Larnaca (1)
- 1954-1955:  AEL Limassol (3)
- 1955-1956:  AEL Limassol (4)
- 1956-1957:  Anorthōsis (2)
- 1957-1958:  Anorthōsis (3)
- 1958-1959: non disputato
- 1959-1960:  Anorthōsis (4)
- 1960-1961:  Omonia (1)
- 1961-1962:  Anorthōsis (5)
- 1962-1963:  Anorthōsis (6)
- 1963-1964: sospeso
- 1964-1965:  APOEL (10)
- 1965-1966:  Omonia (2)
- 1966-1967:  Olympiakos Nicosia (1)
- 1967-1968:  AEL Limassol (5)
- 1968-1969:  Olympiakos Nicosia (2)
- 1969-1970:  EPA Larnaca (3)
- 1970-1971:  Olympiakos Nicosia (3)
- 1971-1972:  Omonia (3)
- 1972-1973:  APOEL (11)
- 1973-1974:  Omonia (4)
- 1974-1975:  Omonia (5)
- 1975-1976:  Omonia (6)
- 1976-1977:  Omonia (7)
- 1977-1978:  Omonia (8)
- 1978-1979:  Omonia (9)
- 1979-1980:  APOEL (12)
- 1980-1981:  Omonia (10)
- 1981-1982:  Omonia (11)
- 1982-1983:  Omonia (12)
- 1983-1984:  Omonia (13)
- 1984-1985:  Omonia (14)
- 1985-1986:  APOEL (13)
- 1986-1987:  Omonia (15)
- 1987-1988:  Pezoporikos Larnaca (2)
- 1988-1989:  Omonia (16)
- 1989-1990:  APOEL (14)
- 1990-1991:  Apollōn Limassol (1)
- 1991-1992:  APOEL (15)
- 1992-1993:  Omonia (17)
- 1993-1994:  Apollōn Limassol (2)
- 1994-1995:  Anorthōsis (7)
- 1995-1996:  APOEL (16)
- 1996-1997:  Anorthōsis (8)
- 1997-1998:  Anorthōsis (9)
- 1998-1999:  Anorthōsis (10)
- 1999-2000:  Anorthōsis (11)
- 2000-2001:  Omonia (18)
- 2001-2002:  APOEL (17)
- 2002-2003:  Omonia (19)
- 2003-2004:  APOEL (18)
- 2004-2005:  Anorthōsis (12)
- 2005-2006:  Apollōn Limassol (3)
- 2006-2007:  APOEL (19)
- 2007-2008:  Anorthōsis (13)
- 2008-2009:  APOEL (20)
- 2009-2010:  Omonia (20)
- 2010-2011:  APOEL (21)
- 2011-2012:  AEL Limassol (6)
- 2012-2013:  APOEL (22)
- 2013-2014:  APOEL (23)
- 2014-2015:  APOEL (24)
- 2015-2016:  APOEL (25)
- 2016-2017:  APOEL (26)
- 2017-2018:  APOEL (27)
- 2018-2019:  APOEL (28)
- 2019-2020: Non assegnato[2]
- 2020-2021:  Omonia (21)
- 2021-2022:  Apollōn Limassol (4)
- 2022-2023:  Arīs Limassol (1)
- 2023-2024:  APOEL (29)
- 2024-2025:  Pafos (1)